# Majoritätsladungsträger
Majoritätsladungsträger ist die Bezeichnung der Ladungsträgerart eines dotierten Halbleiters, die aufgrund der Dotierung häufiger vorkommt als die Minoritätsladungsträger. Bei n-Dotierung sind Elektronen die Majoritätsladungsträger, bei p-Dotierung sind es Defektelektronen (auch Löcher genannt). 
Je nach Halbleitermaterial und Dotierungselement kann es vorkommen, dass bei Raumtemperatur praktisch alle Donatoren bzw. Akzeptoren ionisiert sind (Störstellenerschöpfung):
{\displaystyle N_{\mathrm {D} }^{+}=N_{\mathrm {D} }} bzw.
{\displaystyle N_{\mathrm {A} }^{-}=N_{\mathrm {A} }}
mit den Anzahlen
- {\displaystyle N_{\mathrm {D} }^{+}} der ionisierten bzw. {\displaystyle N_{\mathrm {D} }} aller (ionisierten und neutralen)  Donator-Atome
- {\displaystyle N_{\mathrm {A} }^{-}} der ionisierten bzw. {\displaystyle N_{\mathrm {A} }} aller (ionisierten und neutralen) Akzeptor-Atome.

Dies führt im Fall einer Einfach-Dotierung (nur eine Dotierungsart vorhanden) deutlich größer der Eigenleitungsdichte {\displaystyle n_{\mathrm {i} }} des Halbleiters ({\displaystyle N_{\mathrm {D} }^{+}\gg n_{\mathrm {i} }} bzw. {\displaystyle N_{\mathrm {A} }^{-}\gg n_{\mathrm {i} }}) zu:
- einer Majoritätsladungsträger-Konzentration {\displaystyle n} (der Elektronen) im n-Gebiet:[1]
{\displaystyle n={\frac {N_{\mathrm {D} }^{+}}{2}}+{\sqrt {\left({\frac {N_{\mathrm {D} }^{+}}{2}}\right)^{2}+n_{\mathrm {i} }^{2}}}\approx N_{\mathrm {D} }^{+}=N_{\mathrm {D} }=\mathrm {konst.} }
- einer Majoritätsladungsträger-Konzentration {\displaystyle p} (der Defektelektronen) im p-Gebiet:[1]
{\displaystyle p={\frac {N_{\mathrm {A} }^{-}}{2}}+{\sqrt {\left({\frac {N_{\mathrm {A} }^{-}}{2}}\right)^{2}+n_{\mathrm {i} }^{2}}}\approx N_{\mathrm {A} }^{-}=N_{\mathrm {A} }=\mathrm {konst.} }